# Thế giới RNA

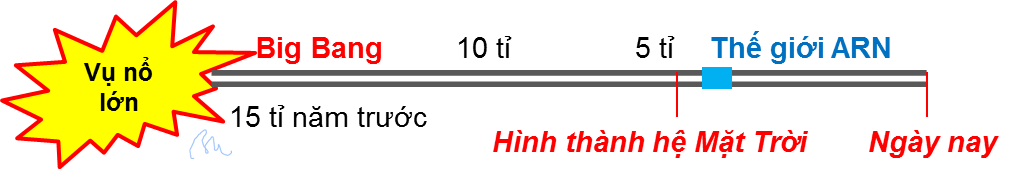
Giả định về giai đoạn thế giới RNA (màu xanh) trong lịch sử phát sinh sự sống.

Thế giới RNA là giai đoạn giả thuyết trong lịch sử phát sinh sự sống trên Trái Đất, trong đó các phân tử RNA có khả năng tự sao chép, đã xuất hiện trước và chiếm ưu thế gần như tuyệt đối trong thế giới các đại phân tử sinh học so với sự tiến hóa của DNA và prôtêin.
Thuật ngữ này trong tiếng Anh là RNA world, liên quan chặt chẽ tới giả thuyết về ribôzim (ribozyme) và vai trò của nó trong giai đoạn đầu tiên ở lịch sử phát sinh sự sống trên Trái Đất. Giả thuyết "Thế giới RNA" cũng thừa nhận học thuyết Nguồn gốc sự sống của Aleksandr Ivanovich Oparin và J. B. S. Haldane, theo đó trong những bước sớm nhất của giai đoạn tiến hoá hóa học (chemical evolution) đã xuất hiện nồi súp nguyên thủy khổng lồ là toàn bộ các Đại dương và biển trên Trái Đất chứa các hợp chất vô cơ và đặc biệt là các hợp chất hữu cơ, nhưng ở thời điểm này, thì hợp chất hữu cơ chủ yếu không phải là DNA và prôtêin - như giả thuyết "DNA xuất hiện trước" - mà là các phân tử RNA xuất hiện trước và chiếm ưu thế so với cả DNA và prôtêin, tạo thành không phải là thế giới của DNA và prôtêin, mà là thế giới của RNA. Điều này cũng có nghĩa là thuật ngữ thế giới RNA còn dùng để chỉ lượng vật chất di truyền chủ yếu và ưu thế là RNA, trong "thế giới" của các vật chất hữu cơ ở giai đoạn sớm nhất của tiến trình phát sinh sự sống trên Trái Đất.

## Tổng quan
- Giả thuyết thế giới RNA cho rằng các phân tử RNA xuất hiện trước DNA.
- Giả thuyết này còn cho rằng RNA có khả năng lưu trữ cả thông tin di truyền lẫn khả năng tự sao chép và xúc tác cho nhiều phản ứng hóa học trong các tế bào nguyên thủy phát sinh ở giai đoạn muộn hơn; như Alexander Rich (1924 – 2015) đề xuất hơn 50 năm trước.[3] Vai trò này tóm tắt bằng sơ đồ: RNA → Prôtêin → DNA.[7]
- Chỉ sau đó nhiều triệu năm, thì DNA mới tiếp quản vai trò làm "vua": là vật liệu di truyền chính, có khả năng tự tái bản, đồng thời prôtêin trở thành chất xúc tác chính và là thành phần cấu trúc cơ bản của tế bào.
- Quá trình thay thế ngôi "vua" này xảy ra vào cuối giai đoạn tiến hoá hoá học và đầu giai đoạn tiến hoá tiền sinh học, dưới tác động của cơ chế giống như là chọn lọc tự nhiên, mà có tác giả đã gọi là quá trình "tiền chọn lọc tự nhiên",[8] từ đó DNA đã duy trì những vai trò này cho đến ngày nay.[7][9]

Mặc dù giả thuyết này được đề xuất và được ủng hộ bởi nhiều nhà khoa học nổi tiếng, nhưng vẫn có nhiều nhà khoa học phản đối giả thuyết này, do đó "thế giới RNA" vẫn chưa thoát khỏi chỉ là giả định.
Hiện nay, có tác giả phân biệt hai thế giới RNA: thế giới RNA nguyên thủy (kỷ nguyên giả thuyết) và thế giới RNA ngày nay (là kỉ nguyên mà RNA đóng vai trò trung gian như Francis Crick đã nói). Thế giới RNA thứ hai này hoàn toàn có thật, mặc dù các nhà khoa học hiện đại chưa biết tất cả nhưng câu trả lời về cách thức hoạt động của nó.

## Lược sử
- Thuật ngữ "thế giới RNA" được Gilbert lần đầu tiên đặt ra (1986), trong quá trình nghiên cứu RNA xúc tác lại có thể đã tạo ra cấu trúc gen intrôn-êxôn như thế nào.
- Tuy nhiên vai trò "vua" của RNA đã được giả thuyết bởi Crick (1968), Orgel (1968) và Woese (1967). Sau đó, Noller đã cung cấp bằng chứng cho thấy RNA-ribôxôm quan trọng hơn prôtêin-ribôxôm trong thực hiện chức năng dịch mã di truyền ribôxôm, mang lại sự hỗ trợ thử nghiệm cho những suy đoán trước đó.
- Việc phát hiện ra RNA xúc tác (Kruger, 1982; Guerrier-Takada và cộng sự, 1983) đã cung cấp một cơ sở vững chắc hơn nhiều cho tính hợp lý của thế giới RNA. Giả thuyết này được thúc đẩy và phát triển nhờ Ellington và Szostak (1990), Tuerk và Gold (1990), Wright và Joyce (1997).[7]

## Tiến hoá của RNA

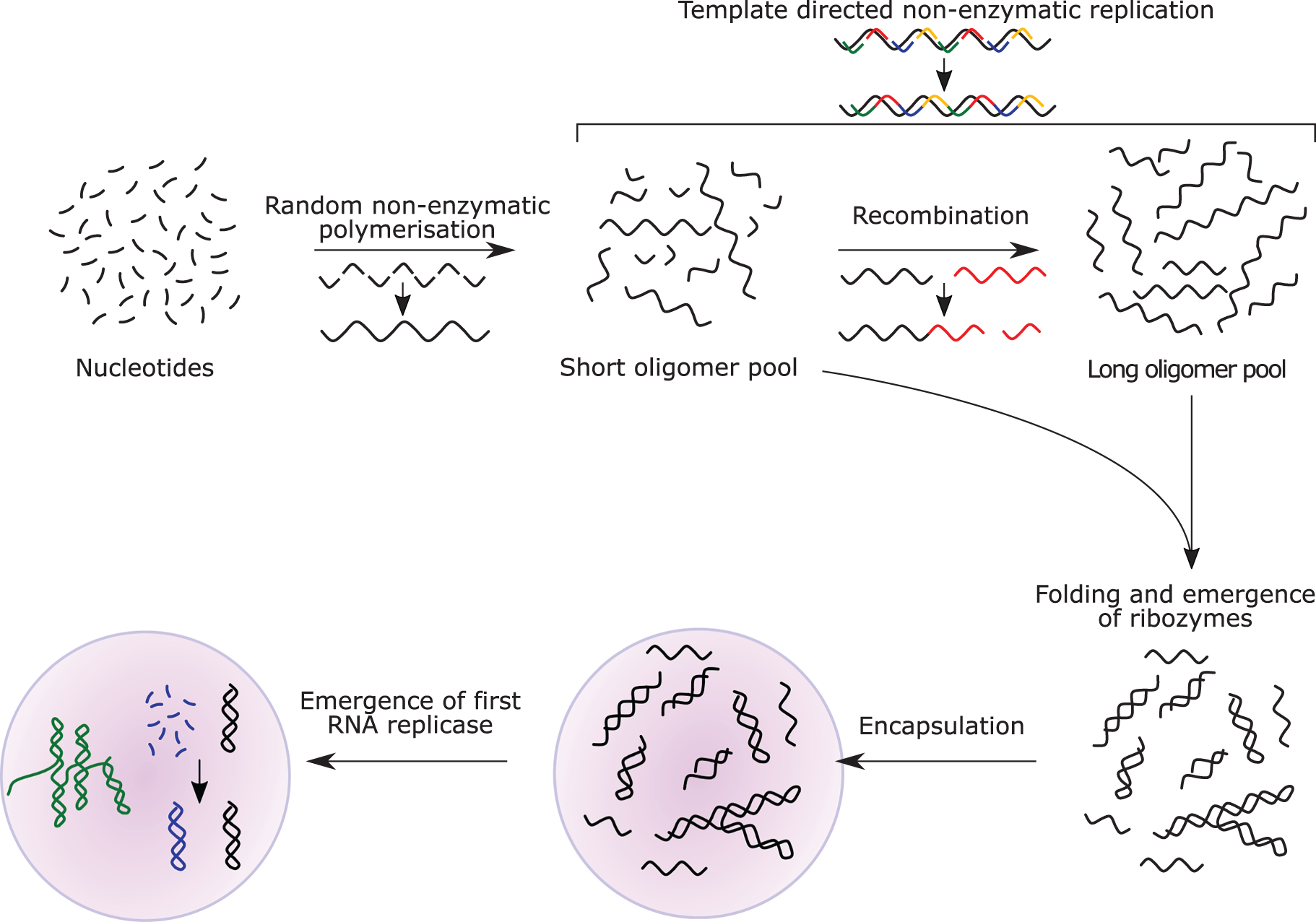
Sơ đồ mô tả "thế giới RNA". Ban đầu, sự đa phân hóa ngẫu nhiên các nuclêôtit dẫn đến việc tạo ra các nhóm oligome AN, trong đó có thể xảy ra tự sao chép. Phản ứng tái tổ hợp dẫn đến việc tạo ra các oligome AN dài hơn, đến lúc nào đó, chúng gấp lại thành phức hợp, dẫn đến sự xuất hiện của các ribozyme.

Một trong những vấn đề của giả thuyết thế giới RNA là khám phá con đường mà loại phân tử này được "nâng cấp" thành DNA. Geoffrey Diemer và Ken Stedman (ở Đại học Portland thuộc Oregon) đã gợi ra một giải pháp. Trong khi tiến hành khảo sát về virut trong hồ nước axit nóng ở Công viên Quốc gia Núi lửa Lassen, California, hai ông đã phát hiện ra một loại virus DNA đơn giản từ một gen của loại virus RNA. Nhà virus học Luis Villareal thuộc Đại học California Irvine cũng cho rằng các virus có khả năng chuyển đổi "gen RNA" thành "gen DNA" và sau đó kết hợp nó vào bộ gen dựa trên DNA phức tạp hơn. Quá trinh này có thể đã phổ biến trong giới Virut vào khoảng 4 tỷ năm trước.
Một giả thuyết khác cho rằng RNA được tạo ra từ thế giới PAH.